# ウェルル祭壇画
『ウェルル祭壇画』（ウェルルさいだんが（西: Tríptico de Werle））は、初期フランドル派の画家ロベルト・カンピンが描いたと考えられている三連祭壇画。1438年にケルンで完成を見たが、現存しているのは左右のパネルのみで中央パネルは残っていない。この作品は、長い間「フレマールの画家」という通称で呼ばれている画家の作品であるとされてきた。現在の学説では「フレマールの画家」の正体はロベルト・カンピンであるという説が最有力となっているが、この説に異論を唱える研究者もおり、必ずしも定説となっているわけではない。さらに、この『ウェルル祭壇画』も、カンピンあるいは「フレマールの画家」の模倣者や工房が描いた複製画ではないかと考える美術史家もいる。
『ウェルル祭壇画』の右翼パネルには座して豪華な聖書を読みふける聖バルバラが、屋内に黄金の光を放つ焚き火を背にして描かれている。左翼パネルに残る銘から、この作品がケルンの地方修道会管区長ハインリヒ・フォン・ウェルルの依頼によって1438年に描かれたと考えられている。左翼パネルに洗礼者ヨハネとともに描かれている、ひざまずいて祈りを捧げている人物が絵画制作依頼主のフォン・ウェルルである。この左翼パネルには、ヤン・ファン・エイクの作品から取り入れた様々な要素が見られる。とくに中央に描かれた凹面鏡は、ヤン・ファン・エイクの1434年の作品『アルノルフィーニ夫妻像』の背景に描かれた凹面鏡からの移入であり、鏡部分には画面の外の空間であるはずの、この作品を観る者の背後の光景が映りこんで描かれている。
左翼パネルのフォン・ウェルルが祈りを捧げている対象は、中央パネルに描かれていた何者かと考えられるが、中央パネルは現存しておらず、どのような情景が描かれていたのかという記録も残っていない。現存している左右2点の『ウェルル祭壇画』は、現在マドリードのプラド美術館が所蔵しており、その複雑な光線表現と構成とで名高い作品となっている。15世紀半ばから16世紀にかけて同時代の画家たちに影響を与え続けた作品だが、初期フランドル派の絵画が人気凋落するとともに忘れ去られてしまい、再発見されたのは他の初期フランドル派の作品同様に19世紀になってからだった。

## 概要
『ウェルル祭壇画』の中央パネルは失われ、模写あるいは所有者の記録や文書も現存していないが、この祭壇画はバルバラに捧げられた部屋に飾られていたのではないかと考えられている。天窓からも窓からも光が射さない場所に置かれていた可能性があり、失われた中央パネルには、おそらく聖母子が聖女たちに囲まれている場面 (Virgo inter Virgines) が描かれていた。
『ウェルル祭壇画』が15世紀前半までのケルンの美術に影響を与えていたことを示す証拠は残っておらず、これは当時この祭壇画が個人蔵だったか、あるいは多くの祭壇画を所蔵していた教会の奥深くに死蔵されていたためではないかと考えられている。しかしながら15世紀半ばを過ぎる頃には、この祭壇画は他の絵画作品へ影響を与える存在となっていった。バルバラの身体表現などに解剖学的な不備も散見されるが、精緻な詳細表現がなされた優れた作品と見なされている。

### 右翼パネル

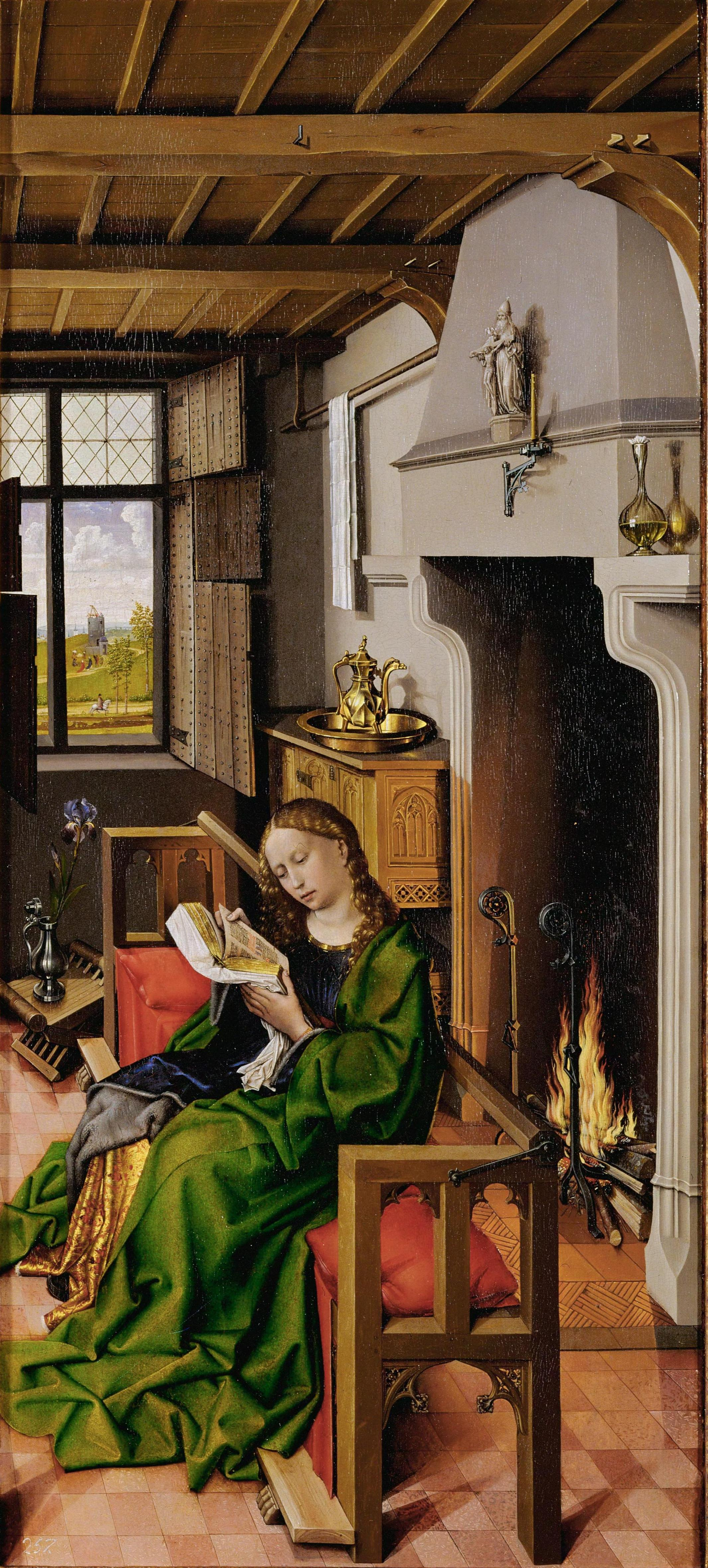
右翼パネルに描かれた聖バルバラ。101 cm x 47 cm

右翼パネルに描かれている女性は、左上の開かれた窓越しに塔が見えることから聖バルバラであると考えられている。3世紀に殉教したといわれるバルバラは、中世に広く崇敬されていた聖女だった。『聖人伝』によれば、裕福な非キリスト教徒の父親ディアスコロスが、娘バルバラを多くの求婚者から遠ざけるために塔に監禁した。幽閉されたバルバラは司祭を塔に招き入れ、キリスト教の洗礼を受けたが、これに激怒した父親に追い詰められ首をはねられたとされている。そして、カンピンが活動していた時代には、バルバラをモチーフとする絵画作品が多く描かれた。未完成の作品ではあるが、ヤン・ファン・エイクにも1437年に複雑なゴシック様式の塔を背景としたバルバラを描いた詳細な下書きが残っている。

『受胎告知』（1434年 - 1436年）、ヤン・ファン・エイク
ナショナル・ギャラリー（ワシントン）
聖母マリアと大天使ミカエルは、背景の神殿内装に比べると不自然に大きく描かれている。

カンピンはバルバラを、焚き火を背にして聖書に読みふける女性として描いた。深いひだが表現された豪奢な緑色のドレスに身を包み、まとめられていない茶色の髪はそのまま肩へと流れ落ちている。バルバラの身体は繊弱そうに描かれているが、ドレスに隠れた肩や膝は解剖学的に見ると写実的に表現されているとはいえず、まるで骨格が存在しないかのようにさえ見える。
『ウェルル祭壇画』の訴求力は、質感豊かに表現されたバルバラの衣服と、二箇所からの光源によって陰影がつけられ輪郭が浮かび上がる、周囲に配されたものの精緻な表現によって高められている。焚き火からの暖かい赤みを帯びた炎は、窓から射し込む硬質な光と好対照を成しており、このような効果は左翼パネルには見られない。焚き火の上の飾り棚にはガラス製の小瓶が置かれ、壁にとりつけられた燭台には火がついていないロウソクが立てられている。さらに焚き火の上の壁面には詳細に表現された三位一体を現す彫刻が描かれている。
描かれている室内は宗教的な場所ではなく、当時の典型的な中流家庭の内装であり、カンピンの1425年から1428年ごろの作品とされる『メロードの祭壇画』と共通するものが多く描かれている。たとえば、格子と雨戸つきの窓、女性が座る長椅子、テーブル上の花瓶に生けられた斜めの百合などである。著述家ピーター・マーレイとリンダ・マーレイは、後になって描かれた『ウェルル祭壇画』のほうが構成に優れ、透視図法が正確に使用されているとしている。
『ウェルル祭壇画』に採用されている透視図法によって床面は急勾配に描かれ、この作品を観るものの位置がバルバラよりも下であり、聖女を仰ぎ見るかのような効果を与えている。これはヤン・ファン・エイクが数年前に描いた『受胎告知』からの影響である。多くの消失点が含まれる作品で、とくに画面右下から角度をつけて描かれた長椅子、サイドボード、暖炉、そして雨戸へと伸びるラインがこの作品に奥行きをもたらしている。著述家ヴァルター・インゴは、このような印象的な室内の描写が、バルバラの身体表現が解剖学的におかしいという見方をまったく重要ではないものに格下げしているとした。

### 左翼パネル

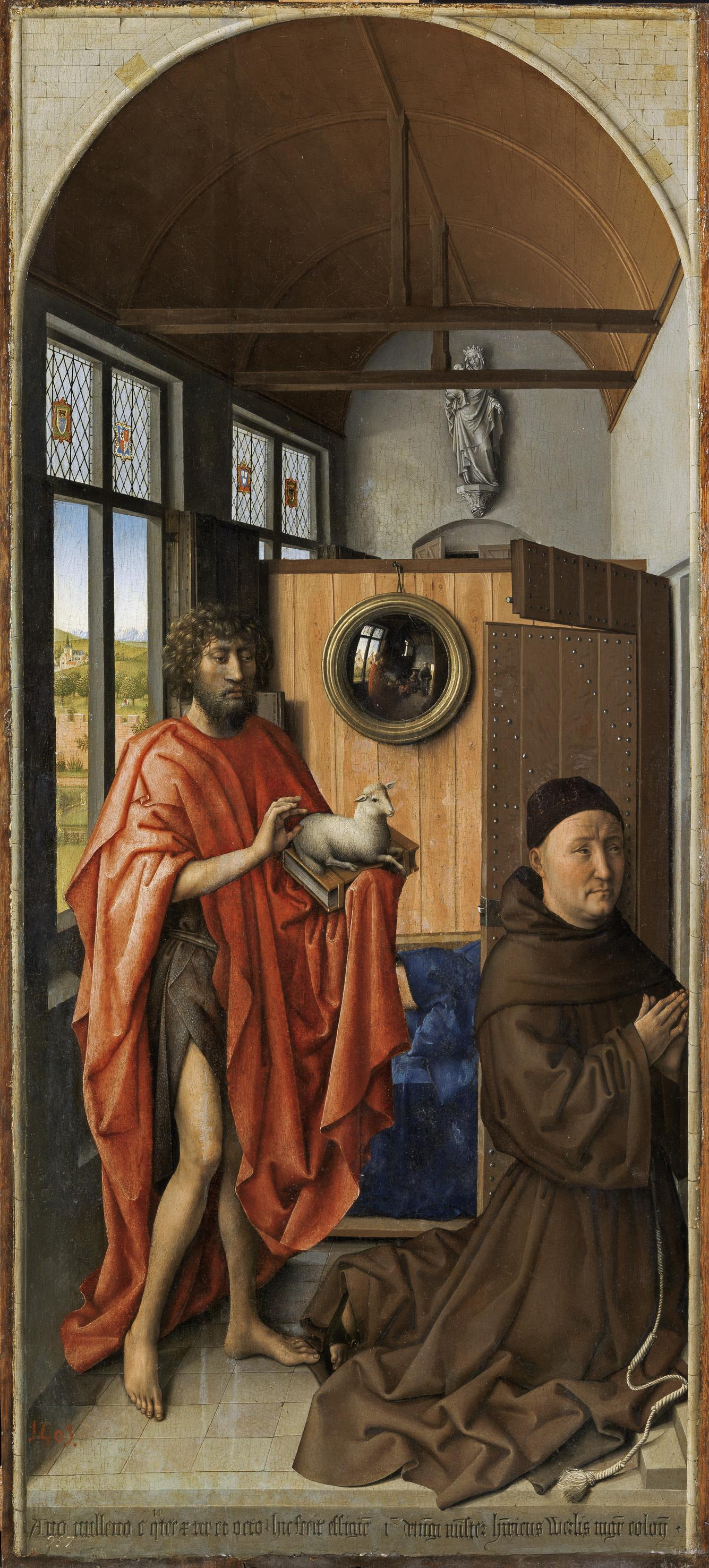
左翼パネルに描かれた依頼主のハインリヒ・フォン・ウェルルと洗礼者ヨハネ

『ウェルル祭壇画』の左翼パネルには、制作依頼主のハインリヒ・フォン・ウェルルの名前がラテン語で書かれ、「1438年にケルンの地方修道会管区長ハインリヒ・フォン・ウェルルがこの絵画を描かせた (Anno milleno c quater x ter et octo. hic fecit effigiem...depingi minister hinricus Werlis magister coloniensis )」と読むことができる。フォン・ウェルルはオスナブリュックの小さき兄弟の修道会の一員だった。1430年に大学で学ぶためにケルンに移住し、ケルンの地方修道会管区長に任命される以前の1435年には教導士 (en:Magister (degree)) の学位を受けた。おそらくフォン・ウェルルはケルンの小さき兄弟の修道会修道院のためにこの作品を注文したのではないかと考えられている。その後、管区長の任を引退したフォン・ウェルルはオスナブリュックへと戻り、1463年に同地で死去した。
左翼パネルには、ひざまずいて祈りを捧げるフォン・ウェルルと洗礼者ヨハネが丸天井をもつ室内に描かれている。カンピンは1430年代初めからヤン・ファン・エイクからの影響を強く受けだした画家で、この左翼パネルにもヤン・ファン・エイクの作品から様々な要素が取り入れられている。天井から降りそそぐ光の表現、観る者の背景を映し出している凸面鏡などの繊細な表現は、ヤン・ファン・エイクが1434年に描いた『アルノルフィーニ夫妻像』から、この作品に借用されたものである。左翼パネルに描かれている依頼主と聖人を記した銘の書体も、ヤン・ファン・エイクの優美で装飾的な書体に非常によく似ている。
『ウェルル祭壇画』は、三連祭壇画の主題たる中央パネルに依頼主が描かれていない時期の典型的な祭壇画である。補題である翼パネルに依頼主を描くかわりに、中央パネルに描かれている聖なる存在を左翼から垣間見ることができる構図を与えている。カンピンが1422年以降に描いた『メロードの祭壇画』では、依頼主が左翼パネルの庭先に描かれているのに対し、この作品では屋内に描かれている。『メロードの祭壇画』で左翼パネルに描かれた扉が、左翼パネルの依頼主と中央パネルの受胎告知を受ける聖母マリアとをつないでいる。しかしながら、その扉は開かれているとはいえ、依頼主と聖母マリアの視線が合うようには描かれていない。ヤン・ファン・エイクとは違って、カンピンの初期の祭壇画は中央パネルには聖なる存在しか描かないという、それまでの祭壇画の様式に則ったものだった。『ウェルル祭壇画』でも、依頼主は屋内に描かれてはいるが、主役ではなく単なる傍観者の役割しか与えられていない。また、三連祭壇画は描かれた聖者に関する知識を伝える役割も担っているが、これにもヤン・ファン・エイクの影響が見られる。この左翼パネルに依頼主フォン・ウェルルとともに描かれた洗礼者ヨハネは子羊を持っており、依頼主よりも重要な役割を持って表現されている。

## 作者の同定と来歴
『ウェルル祭壇画』は当初、カンピンの弟子といわれるロヒール・ファン・デル・ウェイデンあるいはファン・デル・ウェイデンの工房が関係した作品だと考えられていた。しかしながら、『ウェルル祭壇画』と『メロードの祭壇画』の下絵が両方とも発見され、多くの主要な美術史家たちは、この二点の絵画の作者は同一人物であると見なすようになった。『ウェルル祭壇画』がロベルト・カンピンの後期の作品であると考えている研究者として、パノフスキー（1968年）、シャトレ（1996年）らがいるが、ケンパーディック（1997年）、サールマン（2003年）、サンダース（2009年）らは依然としてファン・デル・ウェイデンあるいはその関係者の作品であるとしている。美術史家のティル＝ホルガー・ボルヘルトは「人物の作風はロヒール（ファン・デル・ウェイデン）のものではない。この作品の人物がそのように語りかけてくる」としている。

## ギャラリー

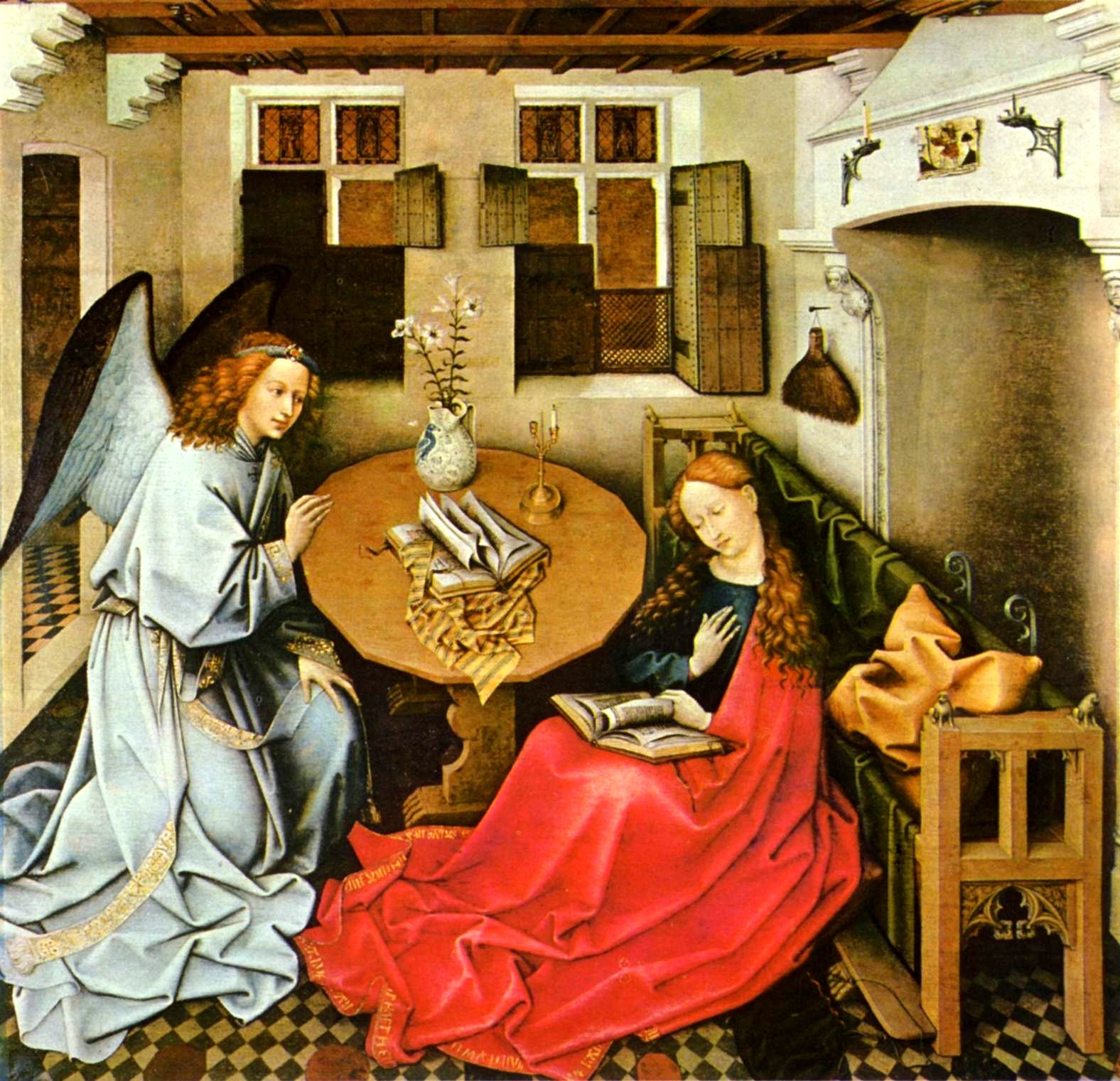
ベルギー王立美術館が所蔵する、ロベルト・カンピンの三連祭壇画の中央パネル（1425年 - 1428年）。『ウェルルの祭壇画』『メロードの祭壇画』と構成が酷似している。
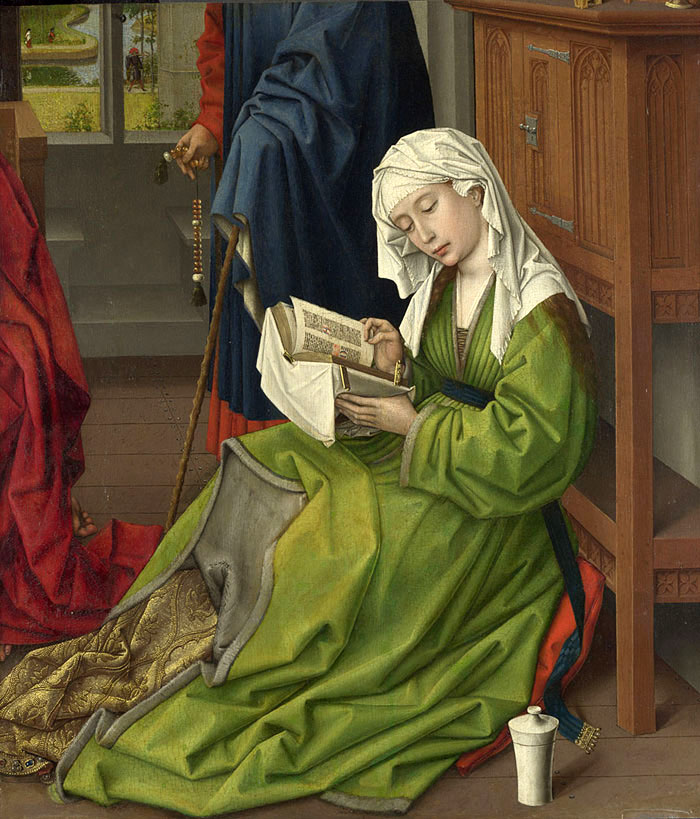
ロヒール・ファン・デル・ウェイデンの『読書するマグダラのマリア』（1435年 - 1438年頃？）。ファン・デル・ウェイデンの初期の作品はカンピンから強い影響を受けていることがわかる。
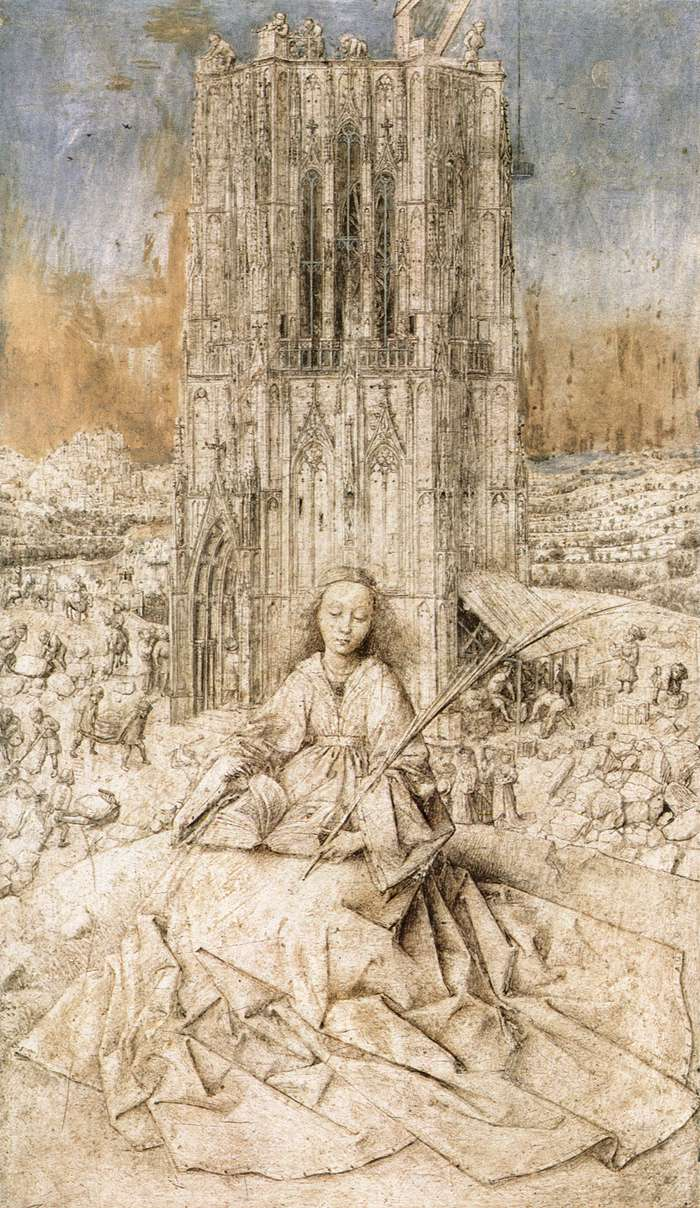
ヤン・ファン・エイクの『聖バルバラ』（1437年）。下絵のみが板に油彩で描かれている。
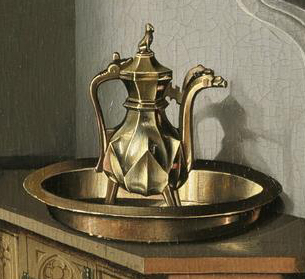
右翼パネルのサイドボードに置かれた金メッキされた水差し。
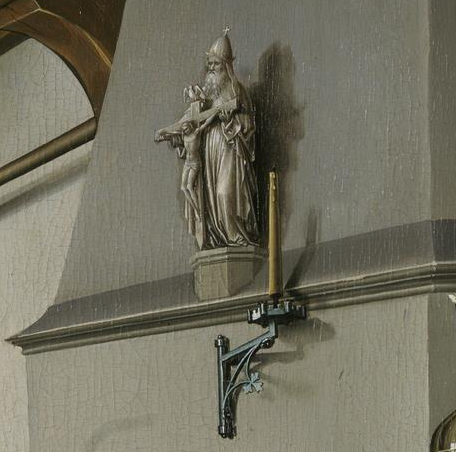
右翼パネルの暖炉上に置かれた聖三位一体の彫刻。
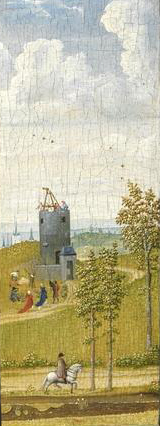
右翼パネルの窓越しに見える塔。このパネルに描かれているのが聖バルバラであることを示す。